# کول بنت
کول بنت (به انگلیسی: Cole Bennett؛ زاده ۱۴ مه ۱۹۹۶) تاجر، فیلمبردار و کارگردان موزیک ویدئو آمریکایی است.

## اوایل زندگی
بنت در سال ۱۹۹۶ در پلانو، ایلینوی زاده شد. او در مدرسه شهر پلانو درس خواند. او در نوجوانی و زمانی که به کالج می‌رفت به موسیقی هیپ هاپ علاقه‌مند شد.